# تينوكسولول
تينوكسولول وهو أحد حاصرات المستقبل بيتا الودي.